# 北欧古典主义

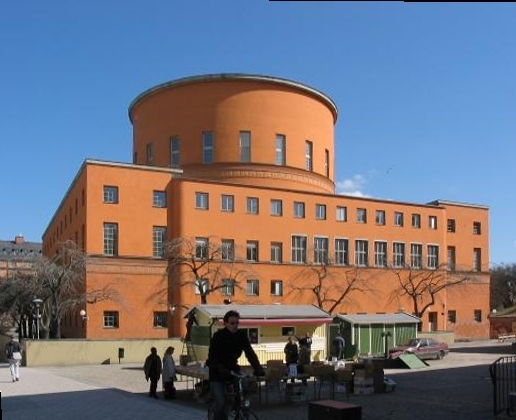
由贡纳尔·阿斯普隆德设计的斯德哥尔摩市立图书馆（1920-1928）

北欧古典主义（英語：Nordic Classicism）是一种于1910至1930年间在北欧国家中（瑞典、丹麦、挪威和芬兰）短暂风行过的建筑风格。
直至1980年代中对该风格重新引起的兴趣（以几个学术研究和公共展览为标记），北欧古典主义仅认为是两个更为著名的建筑风格德式青年风（新艺术运动的分支）和功能主义（也是现代主义建筑）的过渡。

## 历史

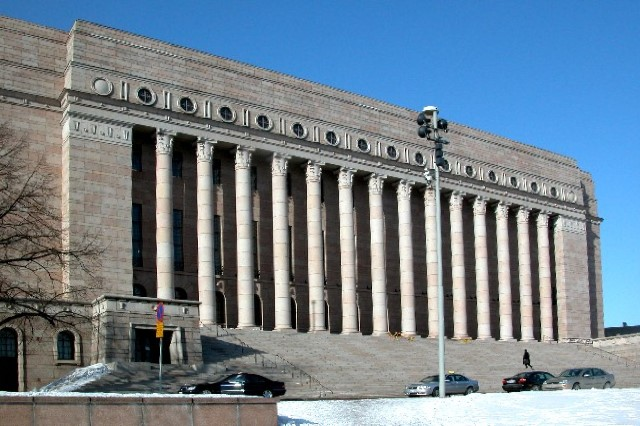
芬兰议会大厦（建于1926-1931年间）

北欧古典主义的出现并非偶然，而是从北欧国家既有的古典建筑传统以及德语区文化中正在探索的新观念发展而来的。因此，北欧古典主义的特点可以概括为受到地方建筑（北欧、意大利和德国）和新古典主义建筑直接和间接影响的一种组合，同时也受到了早期现代主义的影响，这些现代主义包括德意志工藝聯盟（特别是他们在1914年的展览）和从勒·柯布西耶的理论而出现的“新精神”（法語：Esprit Nouveau）。
现代主义的影响不仅仅停留在美学上，也影响至城市化。与城市化相关的是现代建筑技巧和建筑及城市规划规范化的出现，此外还有由社会力量兴起而产生的左倾政治理念。这些政治理念的变化引发了北欧福利社会和诸如医院和学校等公共建筑的新项目。虽然北欧古典主义运用在一些重要的公共建筑上，但它运用在低成本住房和更广范围内的民用建筑上（例如为新富阶层负担得起的建筑风格）。
1930年通常被认为是北欧古典主义的终结点，因为在那年举办了斯德哥尔摩展览会。展览会是由贡纳尔·阿斯普隆德和西格德·莱韦伦兹设计的，他们为现代社会带来了一种更纯正的现代主义。但是之后还有一些重要的建筑是按照北欧古典主义来建造的，其中著名的是斯德哥尔摩海洋博物馆（1931-34年）。